# Понтебба
Понтебба (итал. Pontebba, фриул. Ponteibe, нем. Pontafel, словен. Tablja) — коммуна в Италии, располагается в регионе Фриули-Венеция-Джулия, в провинции Удине.
Почтовый индекс — 33016. Телефонный код — 0428.
В коммуне 8 сентября особо празднуется Рождество Пресвятой Богородицы.

## География
Площадь коммуны составляет 97,67 км². Она расположена примерно в 100 км к северо-западу от Триеста, в 50 км к северу от города Удине, недалеко от границы с Австрией.

## Демография
Население коммуны по данным на 2010 год составляет 1535 человек; плотность населения составляет 15,72 чел/км².
Динамика населения:

## Администрация коммуны
- Официальный сайт: http://www.comune.pontebba.ud.it/

## Галерея

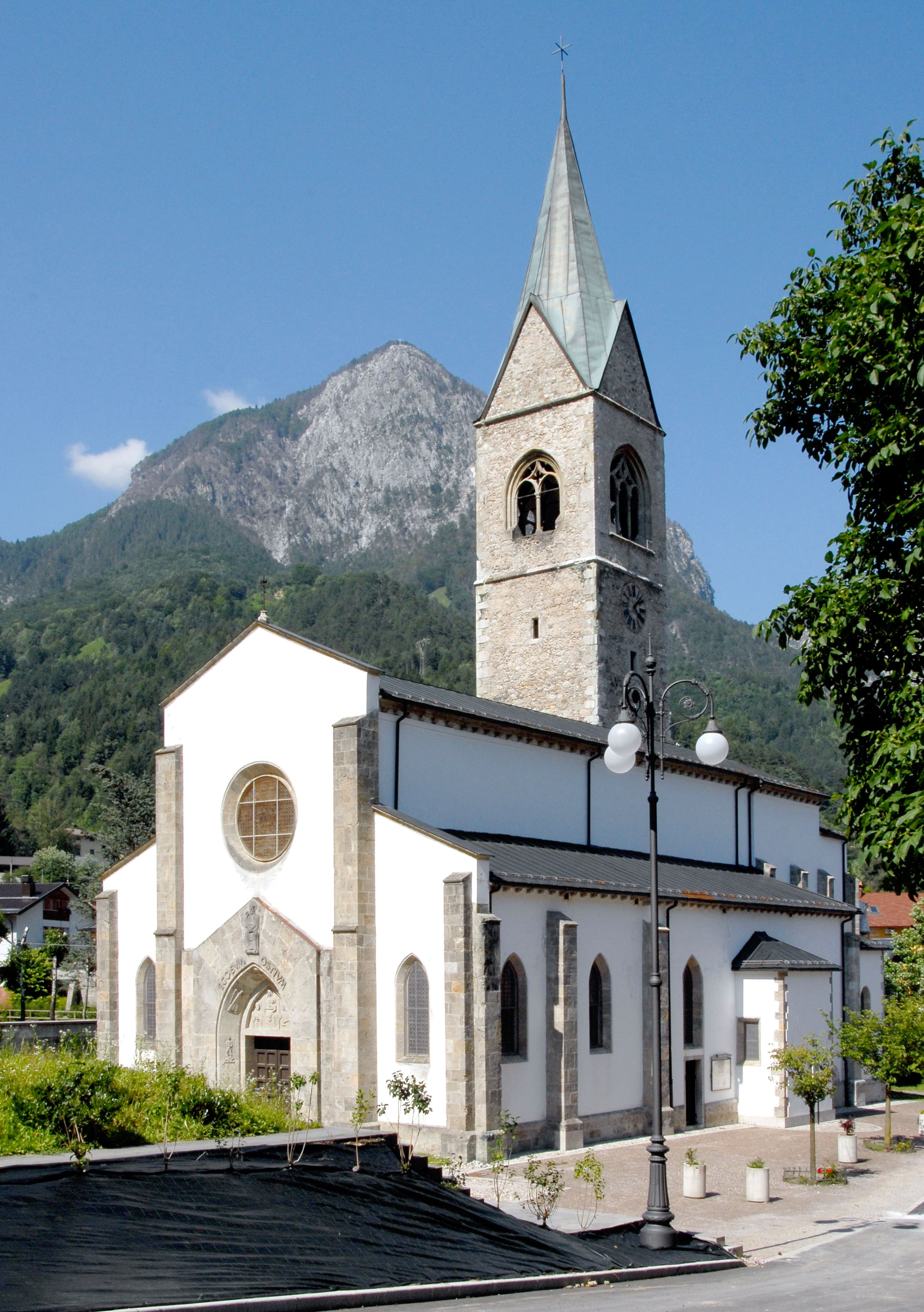
Pieve di Santa Maria Maggiore
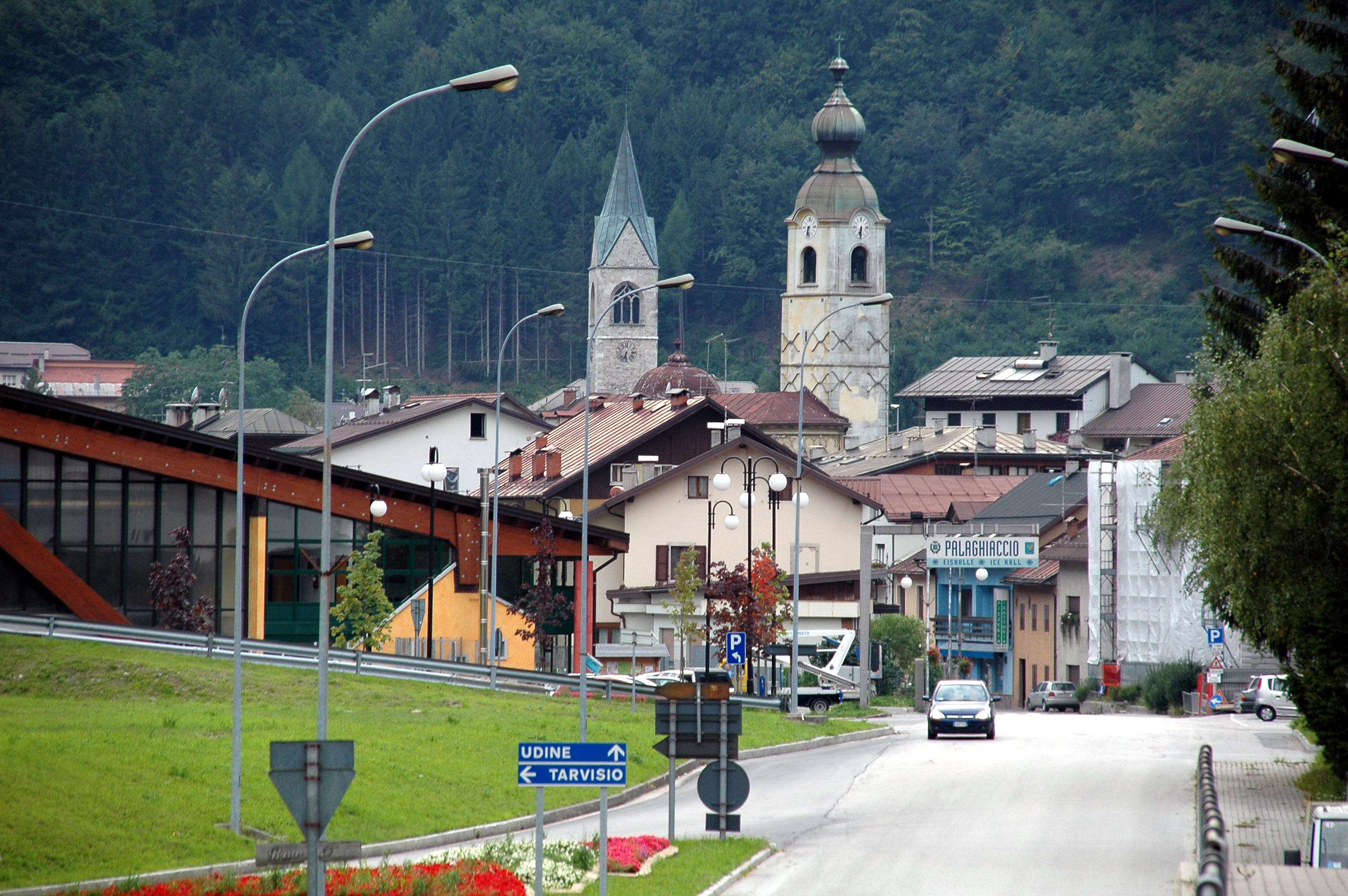
Nei pressi del Palaghiaccio
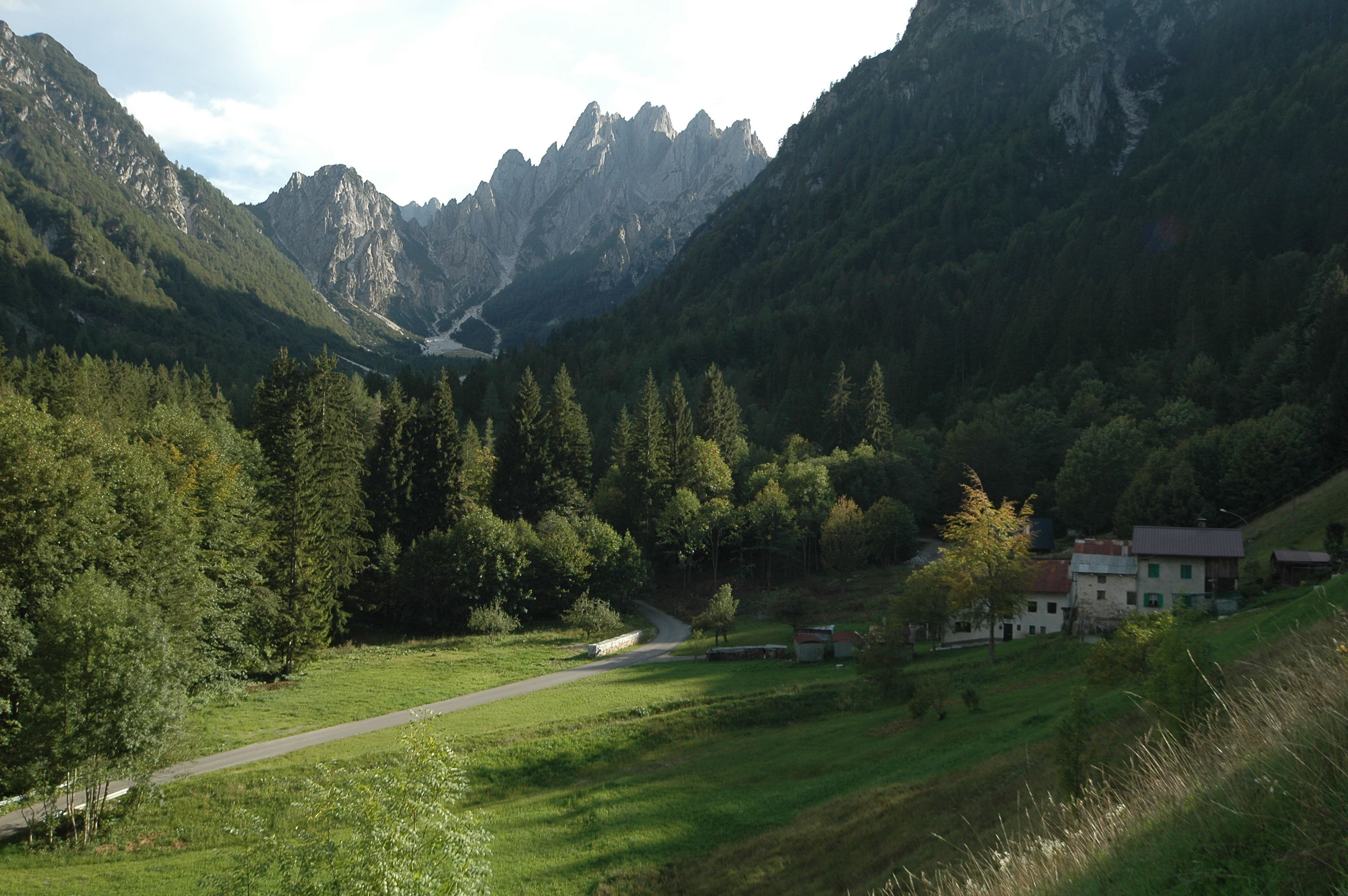
La frazione di Aupa
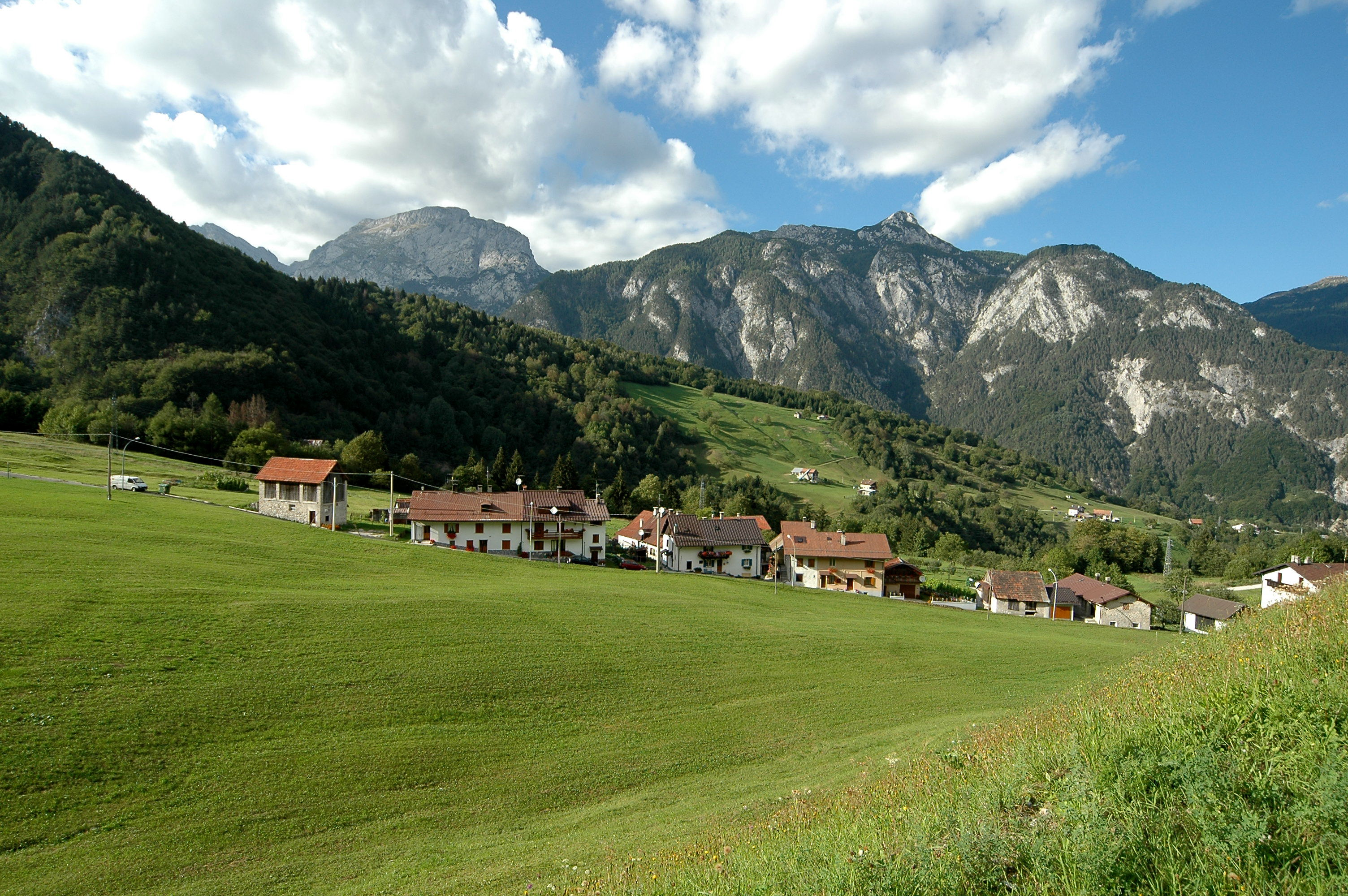
La frazione di Studena Alta
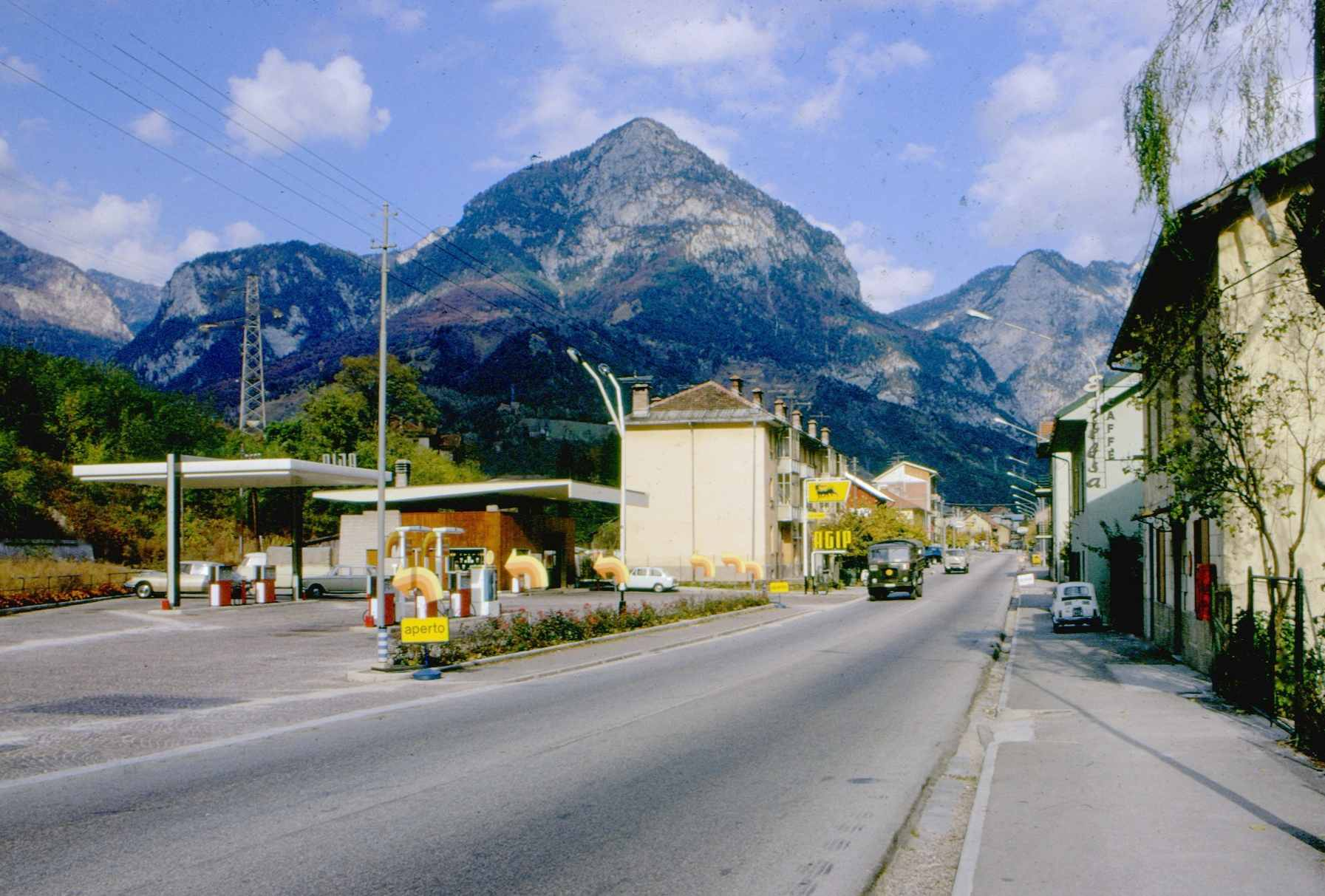
Paesaggio di Pontebba
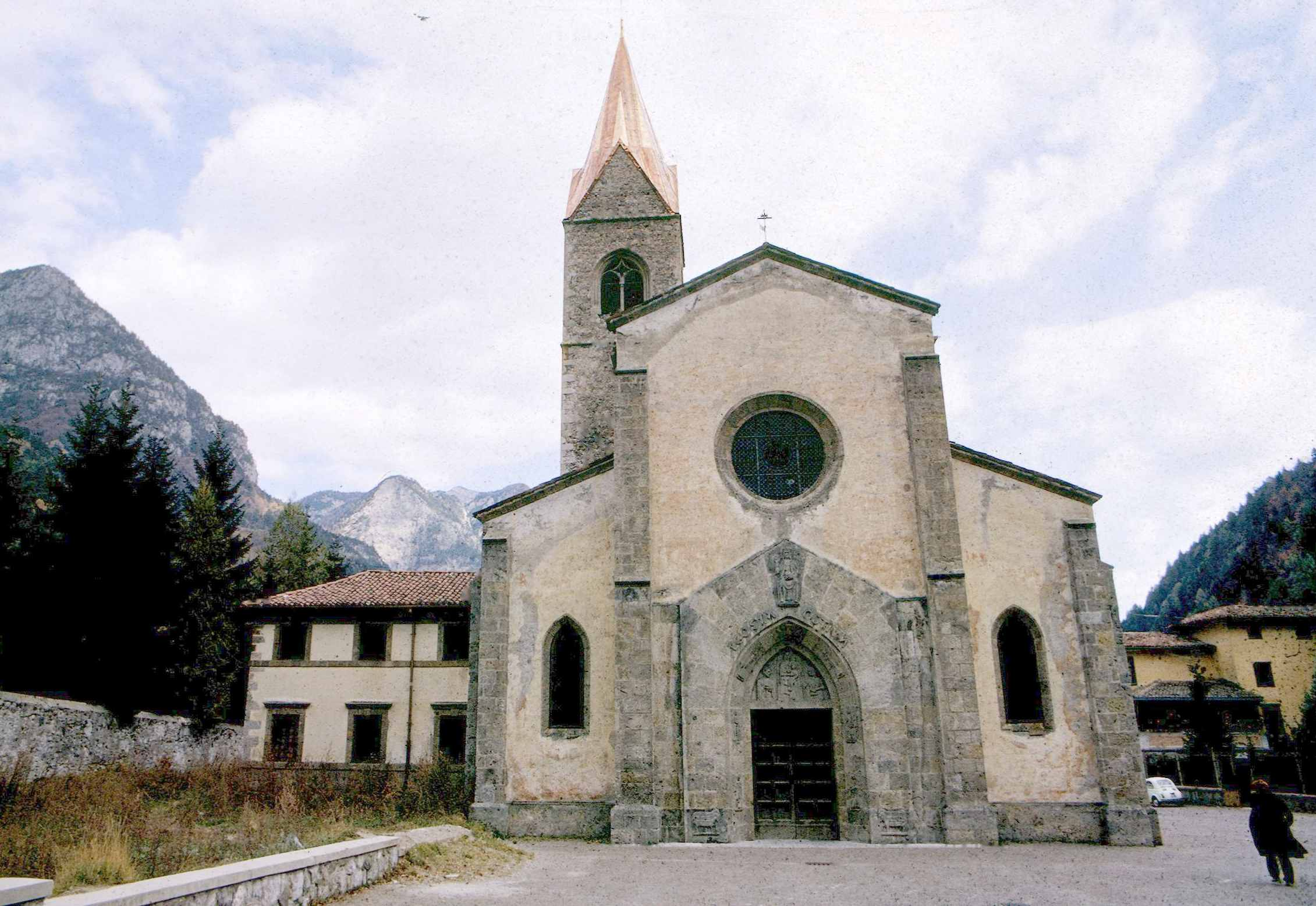
Chiesa parrocchiale di Pontebba
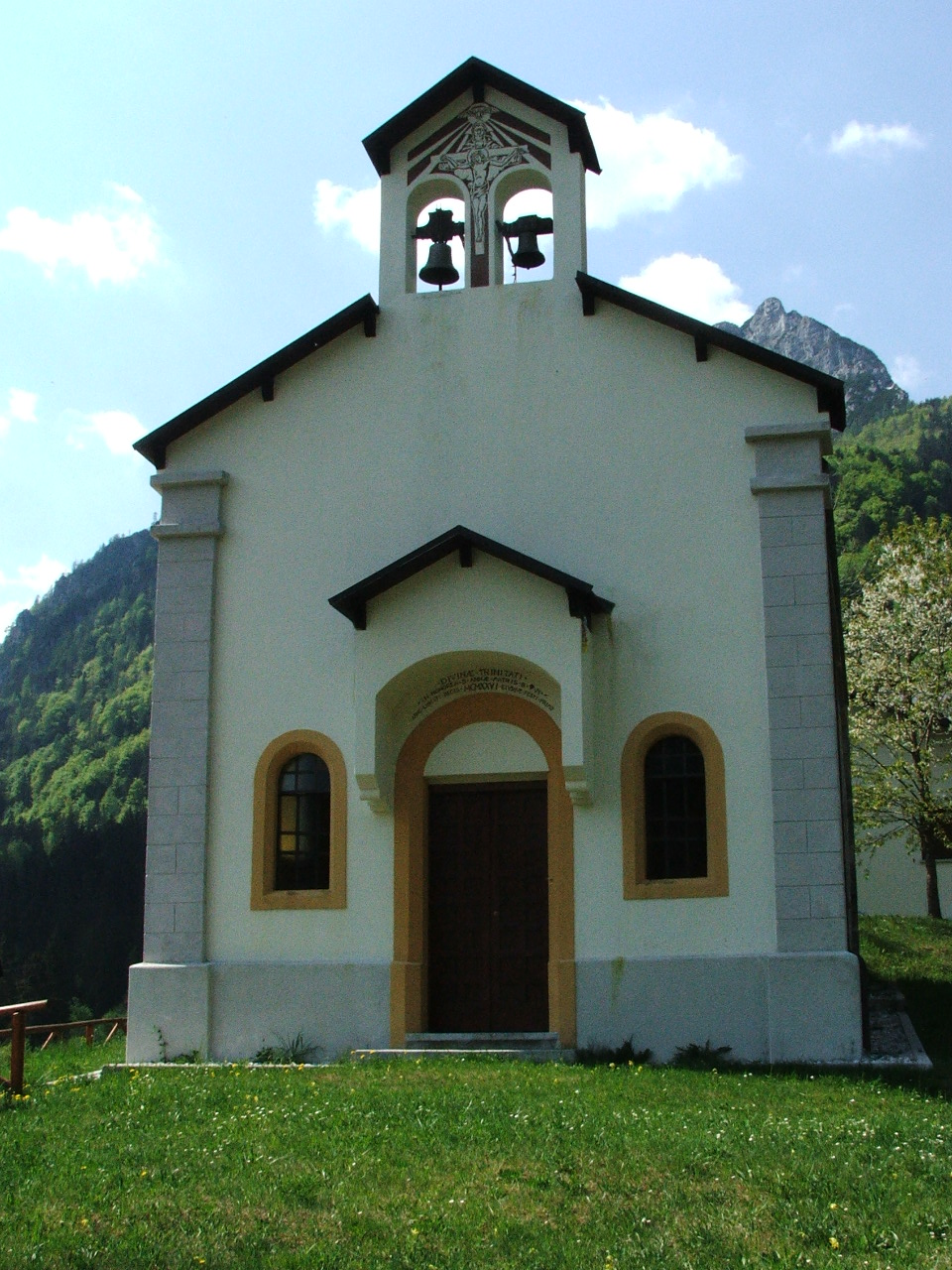
Chiesa di Sant'Anna in Aupa
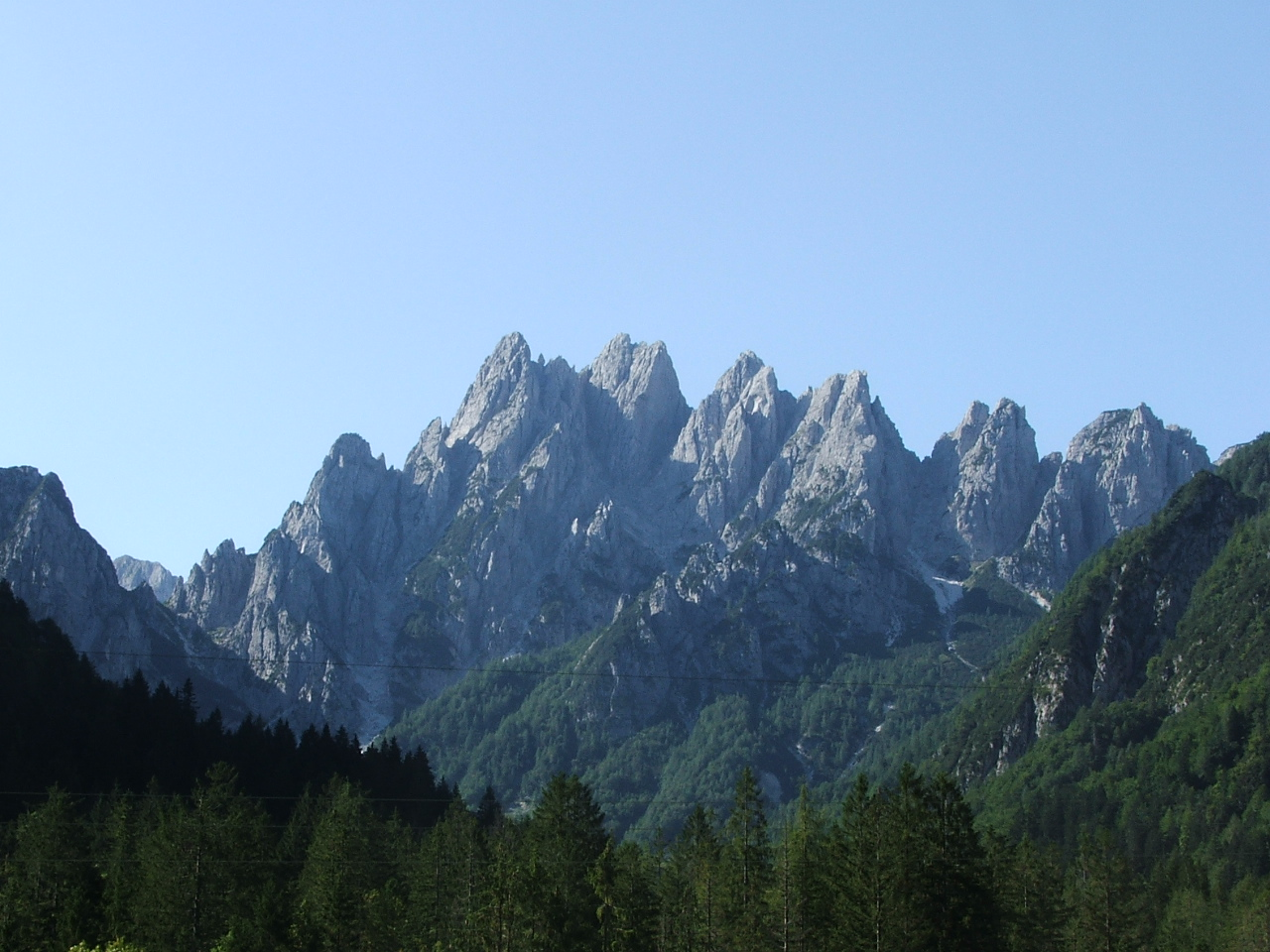
Veduta del Gruppo del Gleris dalla Frazione Frattis
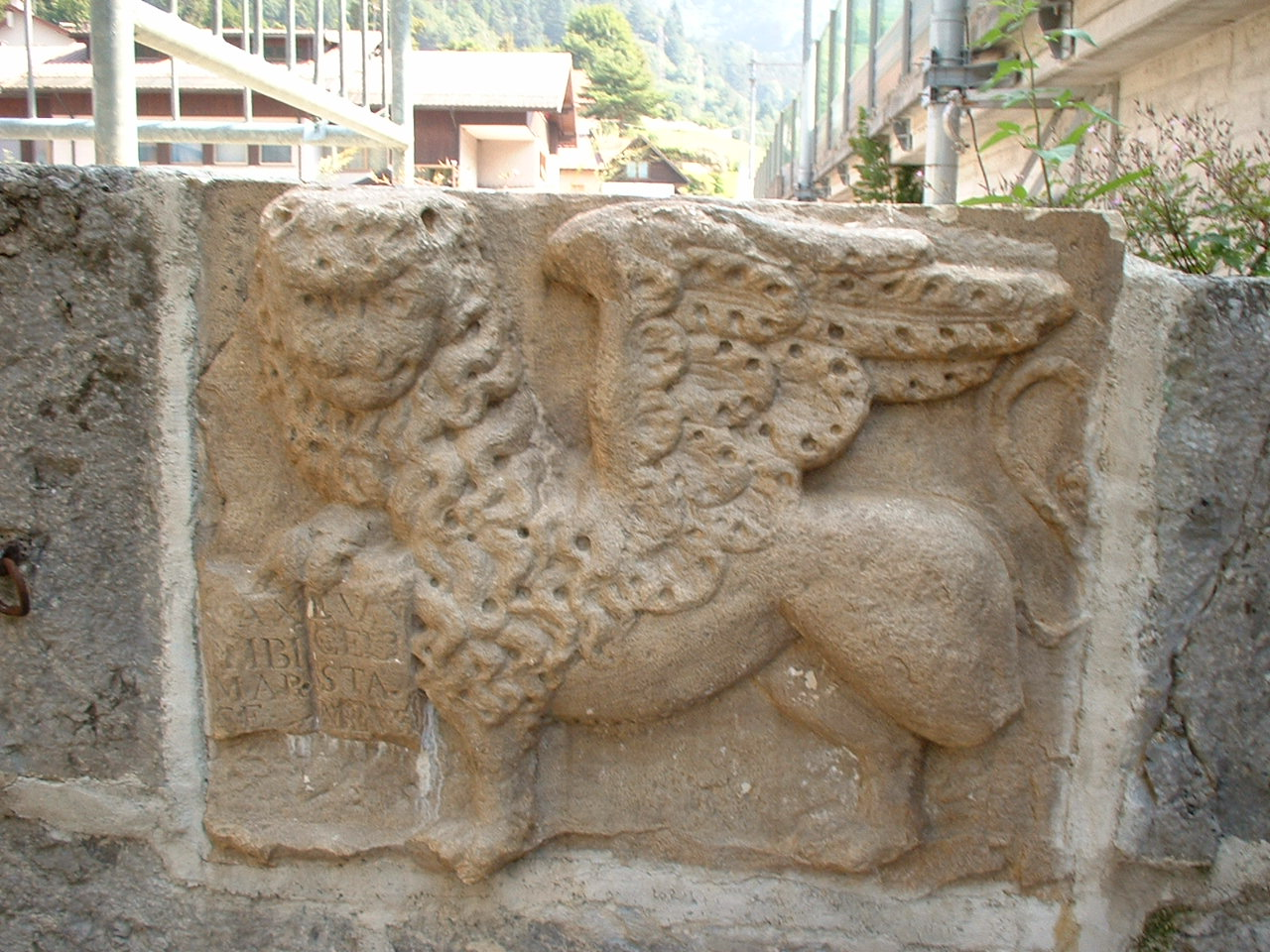
Il leone sulla rosta veneziana